# Oligosoma lineoocellatum
Espèce
Synonymes
- Lygosoma lineoocellatum Duméril, 1851
- Mocoa formosa Blyth, 1853
- Leiolopisma festivum McCann, 1955
- Leiolopisma lineoocellatum (Duméril, 1851)
- Oligosoma festivum (McCann, 1955)

Oligosoma lineoocellatum est une espèce de sauriens de la famille des Scincidae.

## Répartition
Cette espèce est endémique de Nouvelle-Zélande. Elle se rencontre sur l'île du Nord, l'île du Sud et l'île Stewart.

## Publication originale
- Duméril & Duméril, 1851 : Catalogue méthodique de la collection des reptiles du Muséum d'Histoire Naturelle de Paris. Gide et Baudry/Roret, Paris, p. 1-224 (« texte intégral »(Archive.org • Wikiwix • Archive.is • Google • Que faire ?)).